# Centre d’Essais du Matériel Aérien
Das Centre d’Essais du Materiel Aerien (abgekürzt CEMA) war von 1936 bis 1940 die für die Erprobung von neuem Fluggerät zuständige Einrichtung der französischen Armée de l’air. Sie beschäftigte vor allem erfahrene Testpiloten und Spezialisten für Luftfahrttechnik, welche die Aufgabe hatten, von Luftfahrtunternehmen eingereichte Prototypen auf ihre Flugeigenschaften und Tauglichkeit für den Dienst in den französischen Luftstreitkräften hin zu untersuchen.
Die CEMA hatte ihren Hauptsitz am Flugplatz von Villacoublay, wo auch namhafte Luftfahrtunternehmen der Zeit eine Vertretung hatten. Mit dem Beginn des Zweiten Weltkriegs fand ein Umzug nach Orléans-Bricy statt.
Während des Angriffs der Deutschen auf Frankreich 1940 gelangte die Einrichtung unter deutsche Kontrolle. Nach der Befreiung Frankreichs im Jahre 1944 wurde sie als Centre d’Essais en Vol (CEV) neu formiert und nahm wieder ihre Arbeit auf.